# Исмагилово (Белебеевский район)
Исмаги́лово (баш. Исмәғил) — деревня в Белебеевском районе Башкортостана, входит в состав Тузлукушевского сельсовета.

## География
Расстояние до:
- районного центра (Белебей): 8 км,
- центра сельсовета (Тузлукуш): 8 км,
- ближайшей ж/д станции (Аксаково): 19 км.

## История
В «Списке населенных мест по сведениям 1870 года», изданном в 1877 году, населённый пункт упомянут как деревня Смаилова 2-го стана Белебеевского уезда Уфимской губернии. Располагалась при речке Ар-Илге, по левую сторону почтового тракта из Белебея в Уфу, в 9 верстах от уездного города Белебей и в 34 верстах от становой квартиры в селе Верхне-Троицкий Завод. В деревне, в 48 дворах жили 272 человека (134 мужчины и 138 женщин, татары). Жители занимались пчеловодством.

## Население
| 2002 | 2009 | 2010 |
| ---- | ---- | ---- |
| 101  | ↗124 | ↘105 |

### Национальный состав
Согласно переписи 2002 года, преобладающие национальности — татары (45 %), башкиры (45 %).